# Onykijewe
Onykijewe (ukrainisch Оникієве; russisch Оникеево Onikejewo) ist ein Dorf im Zentrum der ukrainischen Oblast Kirowohrad mit etwa 1200 Einwohnern (2021).

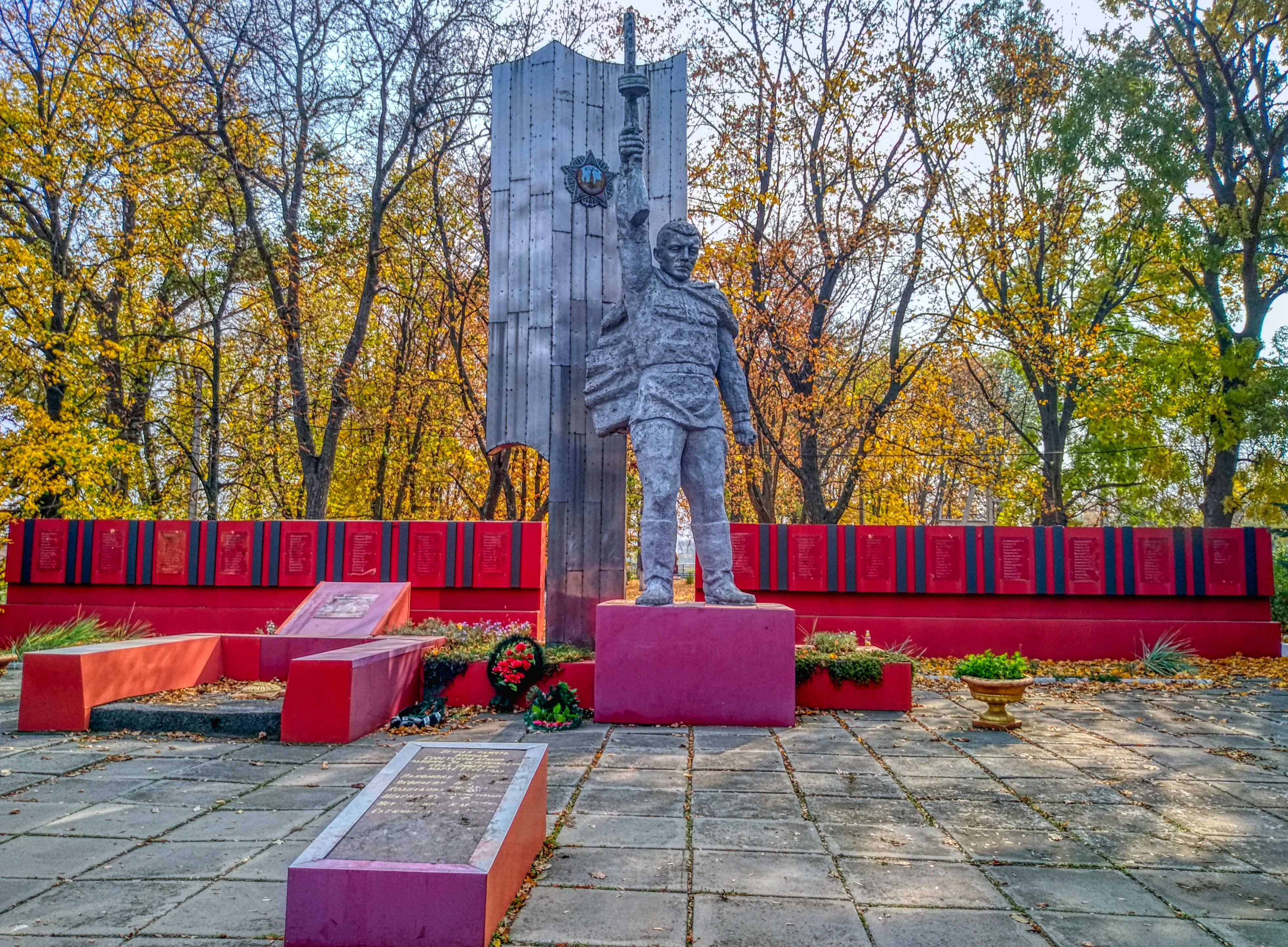
Denkmal im Ort

Das im 15. Jahrhundert erstmals schriftlich erwähnte Dorf (eine weitere Quelle nennt als Gründungszeit die Mitte des 18. Jahrhunderts) liegt im Dneprhochland auf einer Höhe von 231 m an der Quelle des Welyka Wys, einem Quellfluss der Synjucha, 24 km südöstlich vom ehemaligen Rajonzentrum Mala Wyska und etwa 45 km westlich vom Oblastzentrum Kropywnyzkyj.
Am 12. Juni 2020 wurde das Dorf ein Teil der neugegründeten Landgemeinde Marjaniwka, bis dahin bildete es zusammen mit den Dörfern Nowokrasne (Новокрасне), Nowomychajliwka (Новомихайлівка), Nowoonykijewe (Новооникієве) und Passitschne (Пасічне) die gleichnamige Landratsgemeinde Onykijewe (Оникіївська сільська рада/Onykijiwska silska rada) im Südosten des Rajons Mala Wyska.
Am 17. Juli 2020 kam es im Zuge einer großen Rajonsreform zum Anschluss des Rajonsgebietes an den Rajon Nowoukrajinka.